# Rida Daalouche
 (septembre 2014).
Si vous disposez d'ouvrages ou d'articles de référence ou si vous connaissez des sites web de qualité traitant du thème abordé ici, merci de compléter l'article en donnant les références utiles à sa vérifiabilité et en les liant à la section « Notes et références ».
Le 12 avril 1994, Rida Daalouche (né en 1958), est condamné à 14 ans de réclusion criminelle par la cour d'assises des Bouches-du-Rhône. Il sera ensuite acquitté le 8 mai 1999 par la cour d'assises de Montpellier à l'issue d'une procédure de révision.

## Faits
Le 29 mai 1991, dans le bar marseillais « la Gerbe d'or », un ouvrier de 26 ans revendeur d'héroïne, Abdelali Gasmi, est égorgé à coups de tessons de bouteille à la suite d'une bagarre. Rapidement un tunisien de trente-six ans, Rida Daalouche est dénoncé par son cousin.
Lui-même toxicomane, malade psychologiquement et physiologiquement, Rida Daalouche multiplie les propos contradictoires et les explications confuses durant l'enquête. Le 12 novembre 1991, le juge d'instruction ordonne son incarcération.
Bien qu'il n'ait jamais cessé de proclamer son innocence, le  12 avril 1994 Rida Daalouche est condamné par la cour d'assises des Bouches-du-Rhône à quatorze ans de réclusion pour meurtre.

## Révision
Au cours de sa détention, sa famille retrouve un certificat médical établissant que Rida Daalouche était en cure de désintoxication dans un hôpital le jour du meurtre.
Le 7 octobre 1996, la Commission de révision des condamnations pénales saisit la Chambre criminelle de la Cour de cassation qui statue comme Cour de révision.
Le 26 février 1997, la Cour de révision ordonne la suspension de l'exécution de la condamnation et un supplément d'information. Le lendemain, Rida Daalouche est libéré.
Le 23 septembre 1998, la Chambre criminelle de la Cour de cassation examine l'affaire et, par un arrêt du 14 octobre 1998, annule la condamnation et renvoie l'affaire devant la cour d'assises.
En mai 1999, un nouveau procès s'ouvre devant la cour d'assises de l'Hérault à Montpellier qui, le 8 mai 1999, acquitte Rida Daalouche.
Innocenté après avoir passé plus de cinq ans en détention, Rida Daalouche demande alors réparation devant la Commission nationale d'indemnisation (CNI). Mais, le 17 août 1999, la CNI rejette sa requête au motif qu'il est en partie responsable de son incarcération puisqu'il n'avait pas été capable, au moment de l'enquête, de donner des indications suffisamment précises qui auraient permis de retrouver le bulletin d'hospitalisation qui lui a finalement permis d'être acquitté.

## Articles de presse
- « Un coupable parfait » Article d'Emmanuel Saint-Martin publié le 15 mars 1997 dans Le Point.
- « Histoire secrète. Voilà huit ans, une erreur judiciaire a frappé Rida Daalouche. Son procès en révision s'ouvre aujourd'hui » Article de Pierre Magre publié le 6 mai 1999 dans L'Humanité.
- « L´accusé compromis par son trou de mémoire » Article de Christophe Dubois publié le 7 mai 1999 dans Le Parisien.
- « L'erreur judiciaire est réparée ! » Article de Louis Destrem publié le 8 mai 1999 dans La Dépêche du Midi.
- « Il est le quatrième condamné rejugé en assises depuis Dreyfus. Rida, des assises aux assises » Article de Gilbert Laval publié le 8 mai 1999 dans Libération.
- « Rida Daalouche acquitté » Article publié le 9 mai 1999 dans Le Télégramme.
- « Rida Daalouche est acquitté » Article publié le 10 mai 1999 dans Libération.
- « Incarcéré à tort et privé d'indemnités » Article de Michel Henry publié le 23 août 2000 dans Libération.